# Michael Schoiswohl

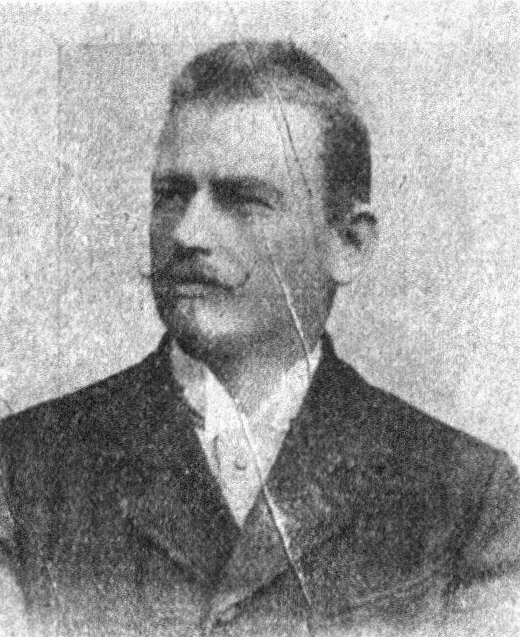
Michael Schoiswohl

Michael Schoiswohl (* 20. September 1858 in Gußwerk; † 28. Februar 1924 ebenda) war ein österreichischer Politiker (CS).
Schoiswohl besuchte die Volksschule in Gußwerk und trat 1872 in das technische Büro der Maschinenwerkstatt in Gußwerk ein. Er arbeitete in der Folge als Maschinenzeichner, gründete 1878 eine Zeichenschule und war ab 1887 Werkstättenaufseher in Gußwerk. Später war Schoiswohl Privatier.
Schoiswohl war Obmann des Arbeitervereines in Donawitz sowie Obmann des Katholischen Lesevereins in Gußwerk. Er gehörte dem Steiermärkischen Landtag als Abgeordneter an und wurde 1897 in den Reichsrats gewählt. Zwischen dem 21. Oktober 1918 und dem 16. Februar 1919 war er Mitglied der Provisorischen Nationalversammlung, danach von 4. März 1919 bis 9. November 1919 Mitglied der Konstituierenden Nationalversammlung und im Anschluss vom 10. November 1920 bis zum 19. Juli 1923 Abgeordneter zum Nationalrat (I. Gesetzgebungsperiode). Zudem war Schoiswohl vom 6. November 1918 bis zum 20. Jänner 1919 Landesrat in der Landesregierung Kaan.